# Endocoelantheae
Endocoelantheae é uma subordem de cnidários antozoários da ordem Actiniaria.